# Лернер Микола Осипович
Микола Осипович Лернер (19 лютого (3 березня) 1877, Одеса — 14 жовтня 1934, Ленінград, сьогодні Санкт-Петербург) — літературознавець, Історик російської літератури, культури Одеси першої половини ХІХ ст., драматург.

## Життєпис та науковий доробок
Народився в Одесі у родині єврейського громадського діяча та історика Осипа Лернера.
Вищу освіту отримав на юрфаці Імператорського Новоросійського університету. Згодом працював у судових закладах.
На початку своєї наукової кар'єри, подібно до свого батька, М. Лернер був істориком-краєзнавцем. Перші його статті з'явились на сторінках неофіційної частини «Ведомостей одесского градоначальства», який редагував його батько. М. Лернер був обраний членом Імператорського Одеського товариства історії і старожитностей, на засіданнях якого виголосив низку краєзнавчих доповідей. На початку ХХ століття переїхав до Санкт-Петербургу, але не поривав зв'язків з Одесою. 1912 був обраний у члени Одеського бібліографічного товариства при Імператорському Новоросійському університеті. Активно публікувався в історико-літературних та літературних виданнях.
Публікувався в часописах «Русская старина», «Русский архив», «Исторический вестник».
У науці набув відомості як один з перших ґрунтовних дослідників життя та творчості О. Пушкіна, якому присвятив праці: «А. С. Пушкин. Труды и дни» (Москва, 1903; С.-Петербург, 1910), «Проза Пушкина» (Москва; Петроград, 1923), «Рассказы о Пушкине» (Москва; Ленинград, 1929). Вперше зробив зведення основних даних про роботу О. Пушкіна над «Словом о полку Ігоревім», чим привернув увагу до вивчення архівних джерел, що дало змогу показати глибокий інтерес поета до давньої пам'ятки літератури.
Автор низки публікацій про творчість В. Бєлінського, П. Чаадаєва, А. Григор'єва, М. Лєскова, А. Фета та ін.
Написав кілька п'єс: «Николай І» (1922), «Растрата» (1927), «Гоголь над бездною» (1934), «Властитель дум. Чернышевский» (1939; усі — Москва).
Головною його заслугою як історика Одеси слід визнати оприлюднення низки матеріалів з архіву колишнього Новоросійського генерал-губернатора. Історика цікавили перш за все питання історії літератури, журналістики та побуту старої Одеси. Для дослідження одеських сторінок біографії М. Гоголя він залучив спогади одеського старожила.

## Праці
- Первая одесская газета // ЗООИД. — Т. 23. — 1901;
- Письмо А. Н. Оленина к А. Ланжерону // ЗООИД. — Т. 23. — 1901. (протокол);
- Несколько новых слов о пребывании Гоголя в Одессе в 1850—1851 годах // Русская старина. — 1901. — Т. 11;
- К биографии гр. К. А. Разумовского // ЗООИД. — Т. 24. — 1902;
- Об одном стихотворении В. Г. Теплякова // ЗООИД. — Т. 24. — 1902;
- Переписка Новороссийского генерал-губернатора графа А. Г. Строганова с начальником ІІІ отделения кн. В. А. Долгоруковым // Минувшие годы. — 1908. — № 7;
- Сношения Одессы с «Молодой Европой» в 1835 году // Минувшие годы. — 1908.